# Rychnov na Moravě
Rychnov na Moravě (deutsch Reichenau) ist eine Gemeinde im Okres Svitavy, Pardubický kraj in Tschechien. Das  Waldhufendorf, liegt etwa 10 Kilometer nördlich der Stadt Moravská Třebová (Mährisch Trübau). 

## Geschichte
Die Gründung von Reichenau ist vermutlich um das Jahr 1270 anzusetzen. In dem Begabnisbrief für den Reichenauer Erbrichter Petrus, ausgestellt im Jahre 1321 durch Boresch II. von Riesenburg, wird Reichenau zum ersten Mal urkundlich erwähnt. In diesem werden die Rechte des ehemaligen Erbrichters und Lokators Heinrich, wie sie seit alters bestanden, erneuert. Das Original dieser Urkunde war im Besitze des letzten Reichenauer Erbrichters Gustav Frank.
Reichenau wurde in den Jahren 1679 und 1715 von der Pest heimgesucht. Die Grundobrigkeit riet im Jahre 1679, zur Abwendung der Seuchen Wachen aufzustellen und Fremden den Eintritt in die Ortschaft(en) zu verwehren, besonders solchen, die von Brünn, Wien oder Ungarn kamen. Das Gesamtausmaß der Reichenauer Gemarkung betrug 2358 ha.
Seit 2013 führt die Gemeinde ein Wappen und Banner.

## Einwohnerzahlen
Quelle
| Jahr | Einwohner                          |
| ---- | ---------------------------------- |
| 1765 | 1207 Einwohner                     |
| 1858 | 1716 Einwohner                     |
| 1910 | 1457 Einwohner, davon 0 Tschechen  |
| 1930 | 1402 Einwohner, davon 16 Tschechen |
| 1939 | 1339 Einwohner, davon 14 Tschechen |